# Pulchri Studio

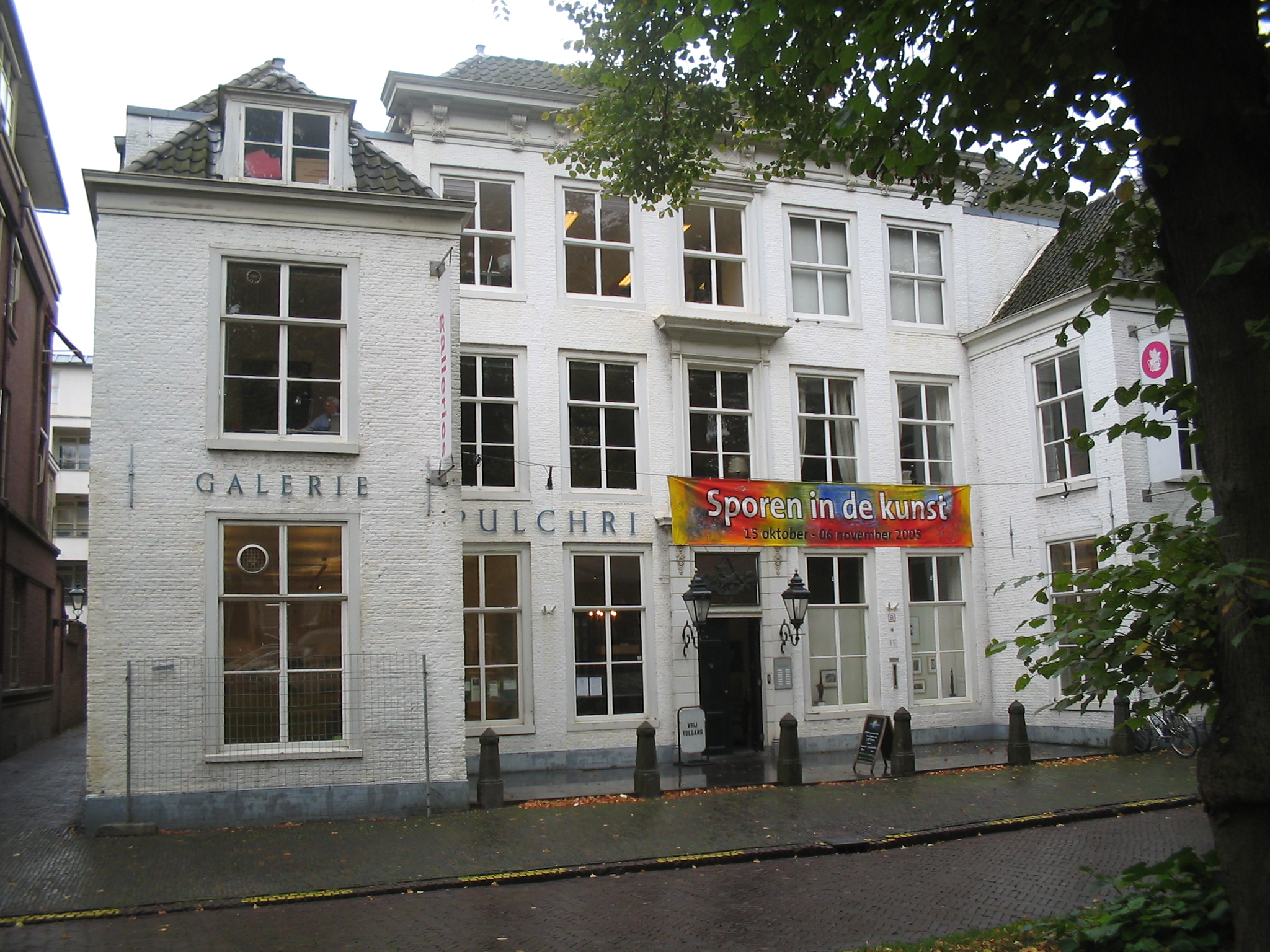
Fachada del Pulchri Studio.

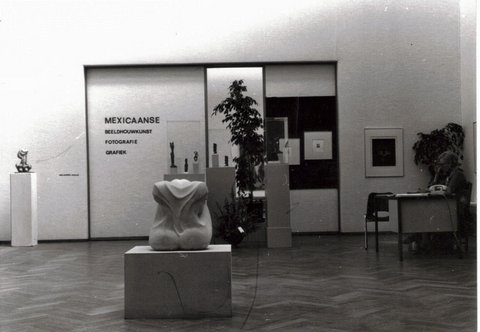
Exhibición de esculturas del artista mexicano Abel Ramírez.

Pulchri Studio (Del Latín:Para el estudio de la belleza) es una sociedad, institución y estudio de Arte holandesa cuya sede se encuentra en La Haya, Países Bajos.
El instituto nació en 1847 en la casa del pintor Lambertus Hardenberg. Desde 1893 el club tiene su residencia en la villa Lange Voorhout 15 de La Haya. Allí son aceptados como miembros artistas en activo (pintores, escultores y fotógrafos) y amantes del arte. Los miembros son seleccionados entre los candidatos presentados por el comité general y los amantes del arte han de ser además invitados por otro miembro.
A los artistas miembros se les permite exhibir sus obras en las galerías de la institución. Estas muestras conocidas como exposiciones de venta han sido parte integral de la sociedad desde su fundación hasta el día de hoy. La institución también alquila las instalaciones a no miembros.     

## Orígenes e historia
La limpia campiña alrededor de la rica ciudad costera de La Haya, considerada en aquel entonces la ciudad más bella de Europa, con su ambiente rural, amplios paisajes naturales y cercana al pueblo pesquero de Scheveningen atrajo a muchos jóvenes artistas. Los artistas deseaban alejarse de la creciente industrialización de Ámsterdam y Róterdam y de los requerimientos estatales del arte neoclásico para poder buscar sus propios caminos. El modelo en el que se fijaron fue la colonia de pintores de Barbizon situada en el bosque de Fontainebleau al sur de París. 
En 1847 se fundó el Pulchri Studio y entre sus miembros fundadores se encontraban Lambertus Hardenberg, Willem Roelofs, Jan Hendrik Weissenbruch y Bartholomeus van Hove siendo este último el primer presidente que tuvo la asociación. Poco después se unirían Johannes Bosboom, Jozef Israels, Hendrik Willem Mesdag, Jan Weissenbruch y otros artistas menos conocidos. Seguirían numerosos componentes de llamada Escuela de La Haya como los hermanos Jacob y Willem Maris, Anton Mauve y Jan Weissenbruch quienes llegarían a formar parte del comité ejecutivo.
Entre las actividades de la asociación se encontraban las Kunstbeschouwingen (consideraciones sobre arte), reuniones que permitían a los artistas presentar sus trabajos a otros miembros e intercambiar información entre pintores. En 1882 Vincent van Gogh participó en una de estas reuniones junto a Bosboom y Henkes. Estas reuniones también eran importantes pues ponían en contacto a artistas con compradores o marchantes.
Después de la II Guerra Mundial el Pulchri Studio se descontinuó. El comité ejecutivo había recibido en 1943 la orden de unirse al 
Reichskulturkammer (Departamento de cultura del Reich). Esto en Holanda fue recordado como un acto de colaboracionismo y en 1945 el entonces presidente Willy Sluiter fue destituido.
En 1996 la reina Beatriz de los Países Bajos tomó el patronazgo de esta asociación de artistas y ayudó para devolverle su reputación e importancia en el mundo artístico de los Países Bajos.
En 2004 varias obras fueron robadas de las instalaciones del Pulchri Studio y recuperadas más tarde en 2007.

## Obras de algunos miembros delsigloXIX

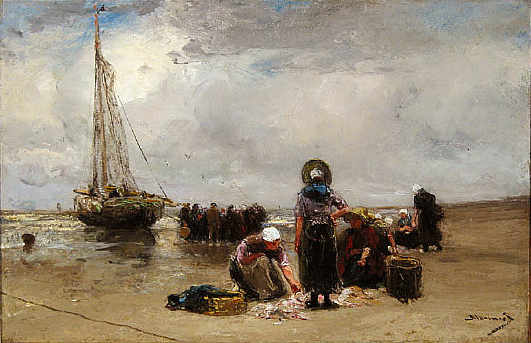
Bernard Blommers: Saint Louis Museo, USA.
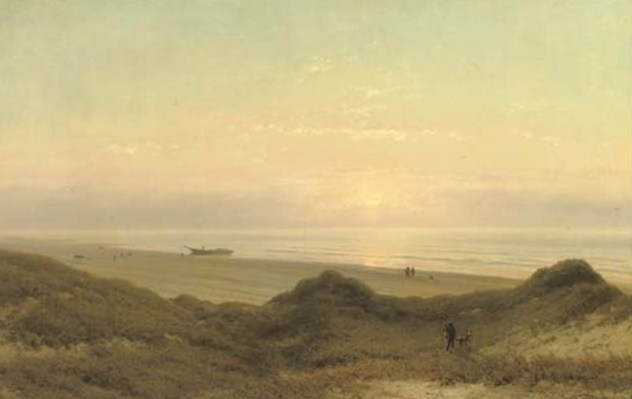
Johannes Josephus Destrée (1873): Colección privada.
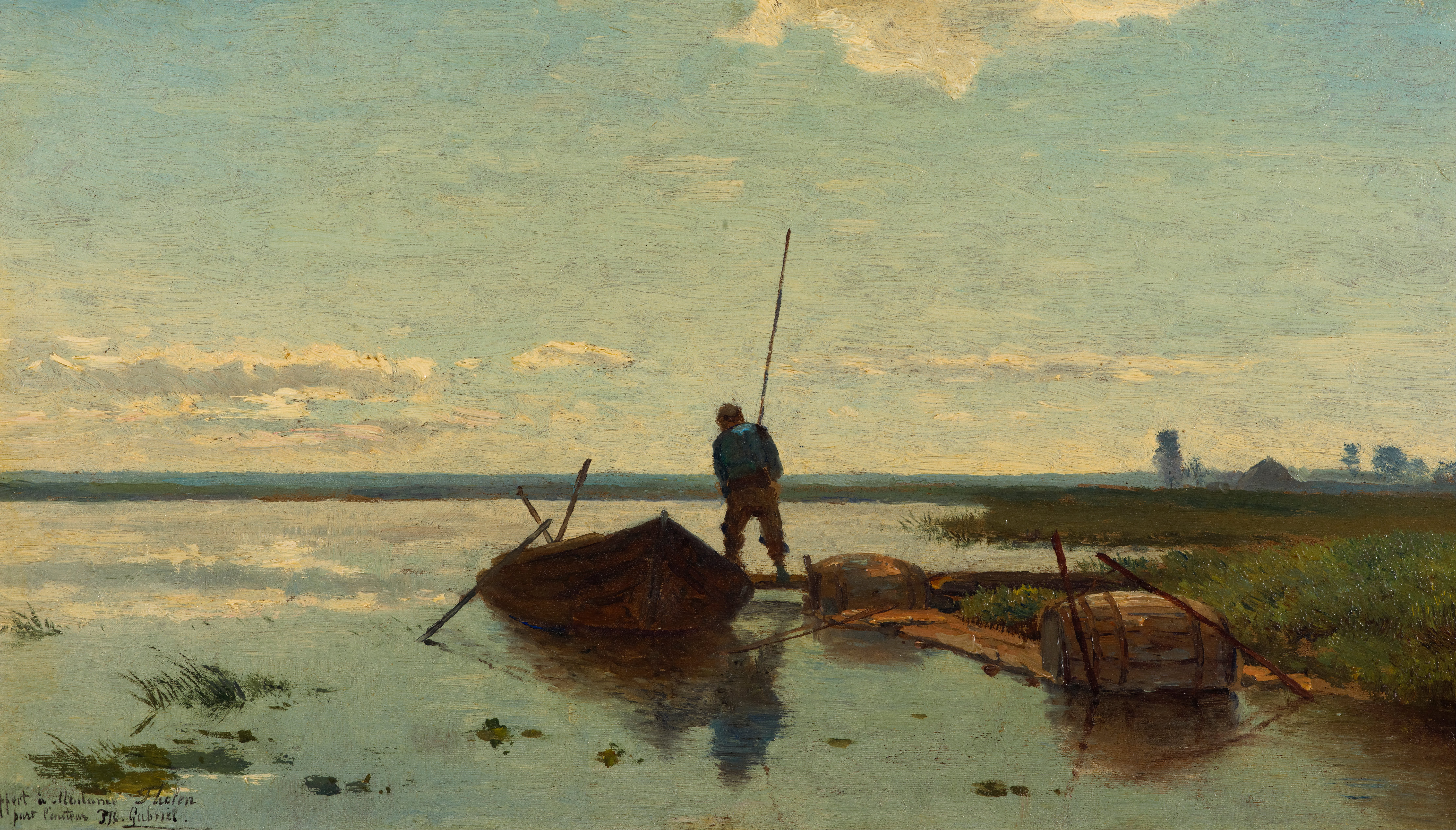
Paul Gabriël : Gemeentemuseum, La Haya.
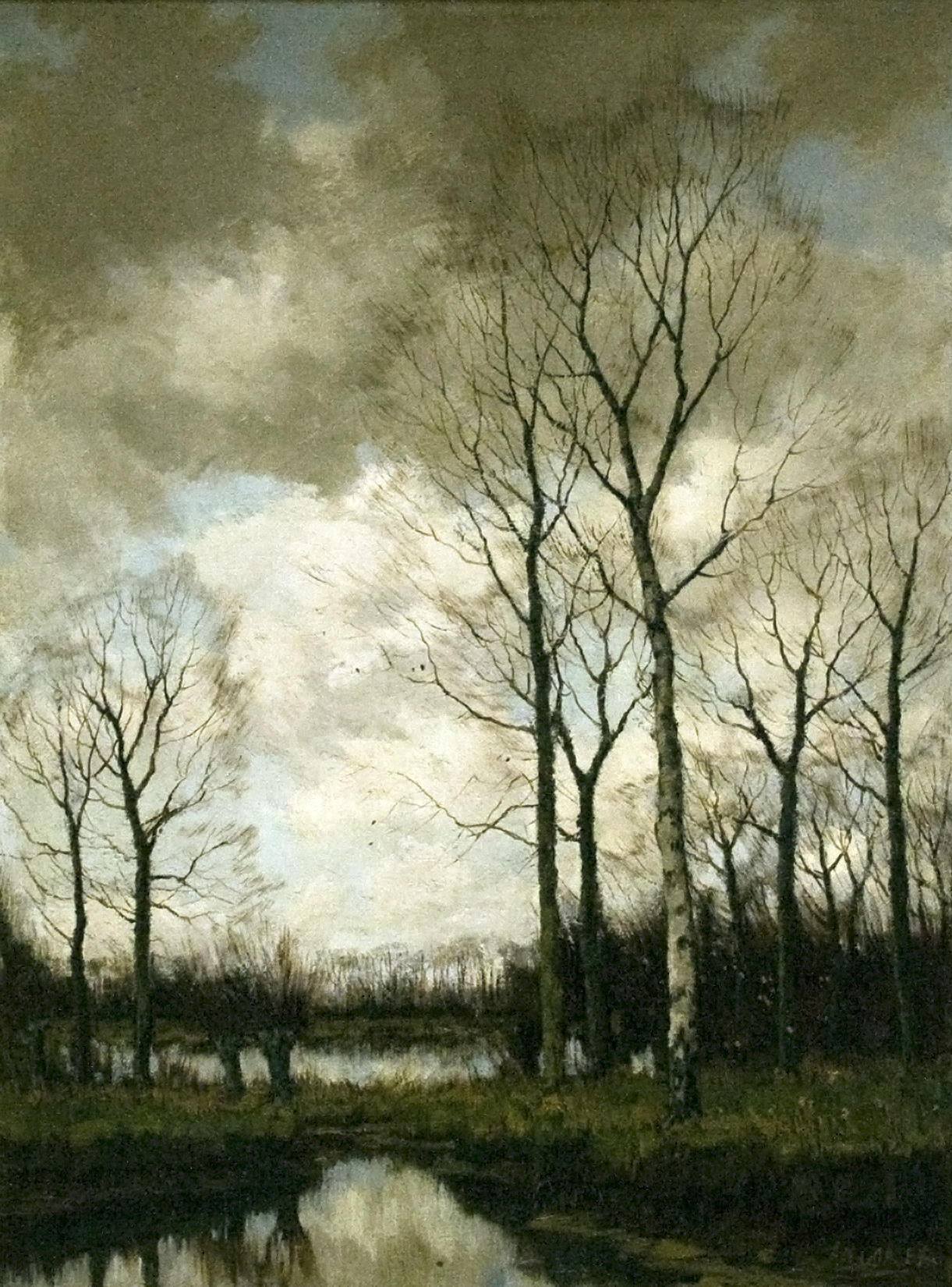
Arnold Marc Gorter (1905): Teylers Muso, Haarlem.
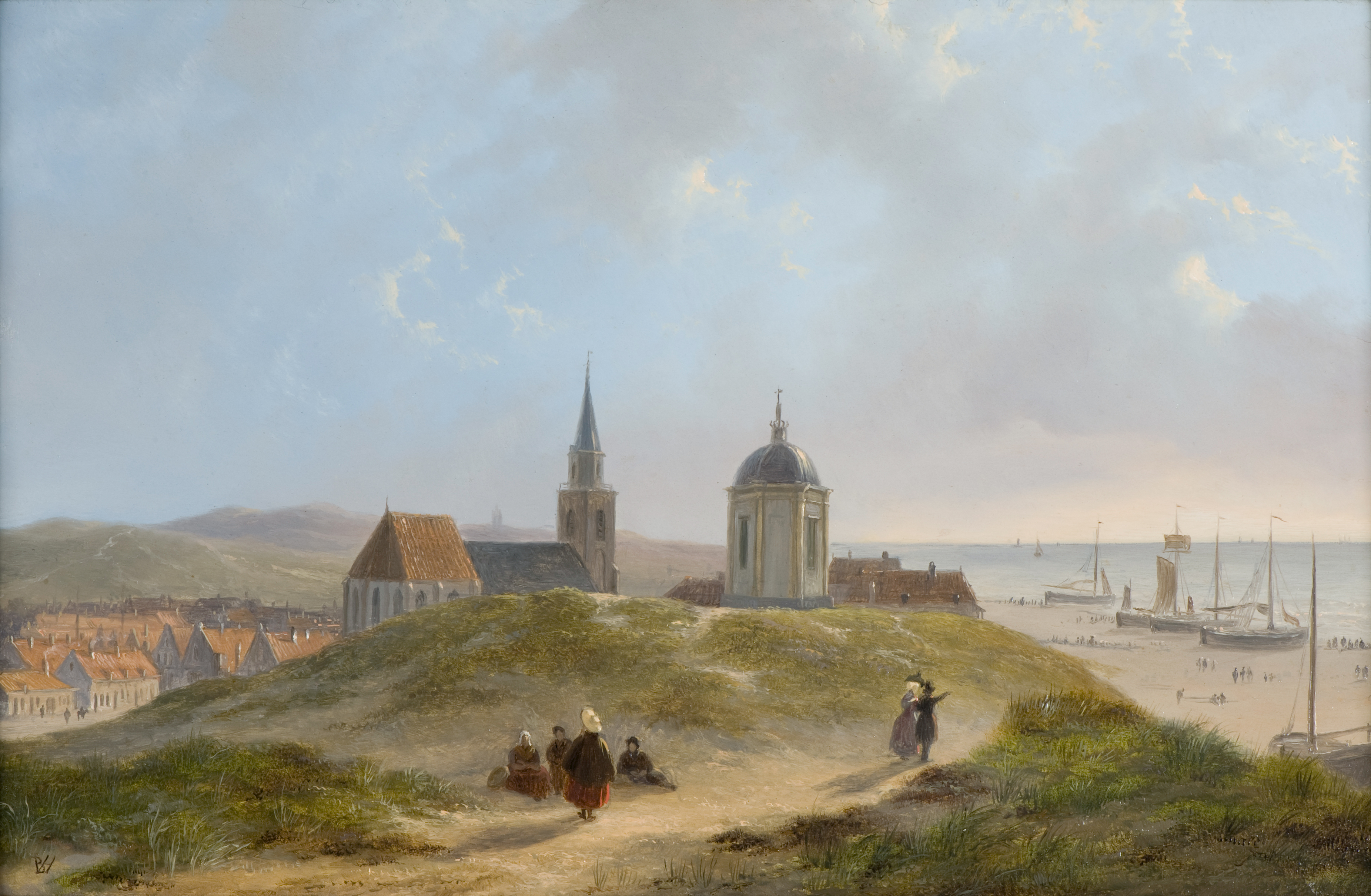
Bartholomeus Johannes van Hove (1825/50): Museo histórico de La Haya.
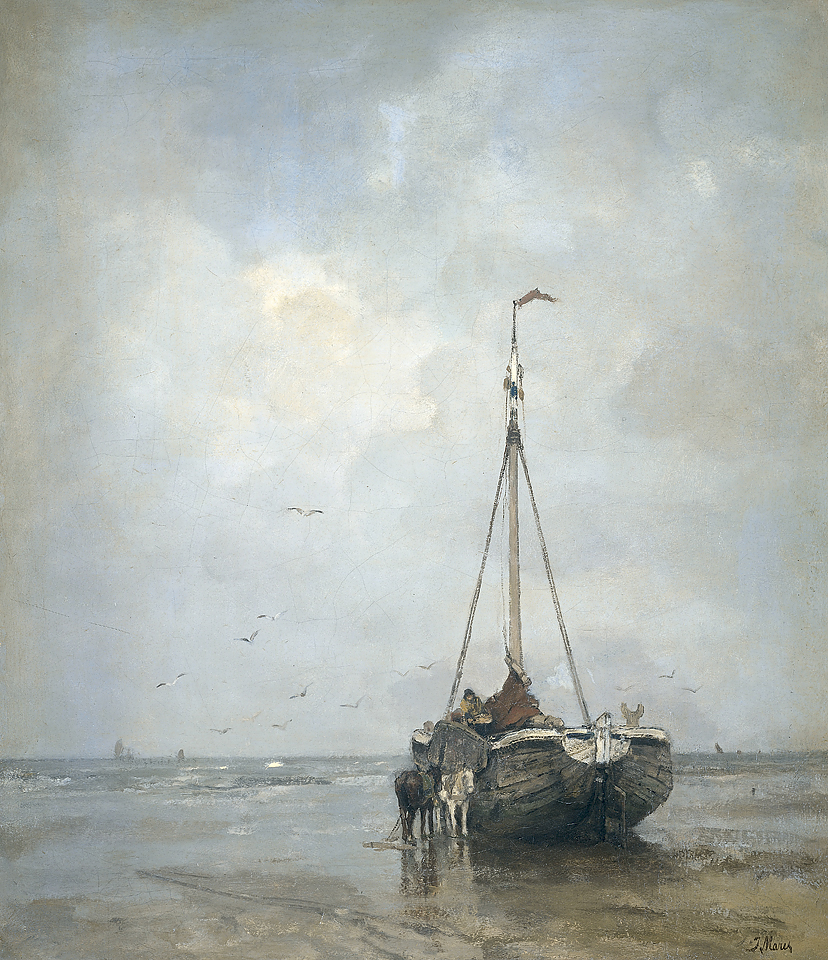
Jacob Maris (1885):  Rijksmuseum, Ámsterdam.
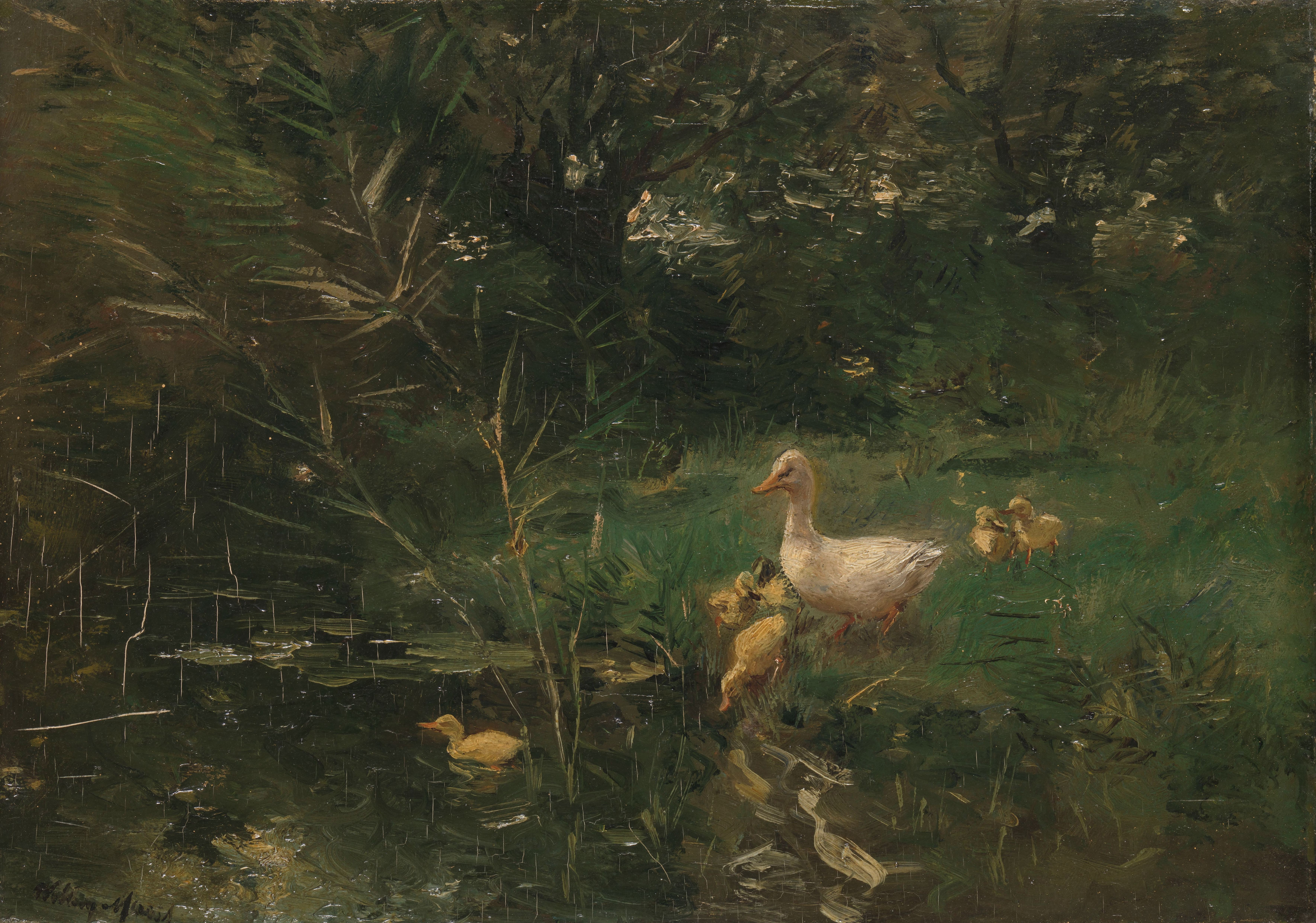
Willem Maris (1880):  Rijksmuseum, Ámsterdam.
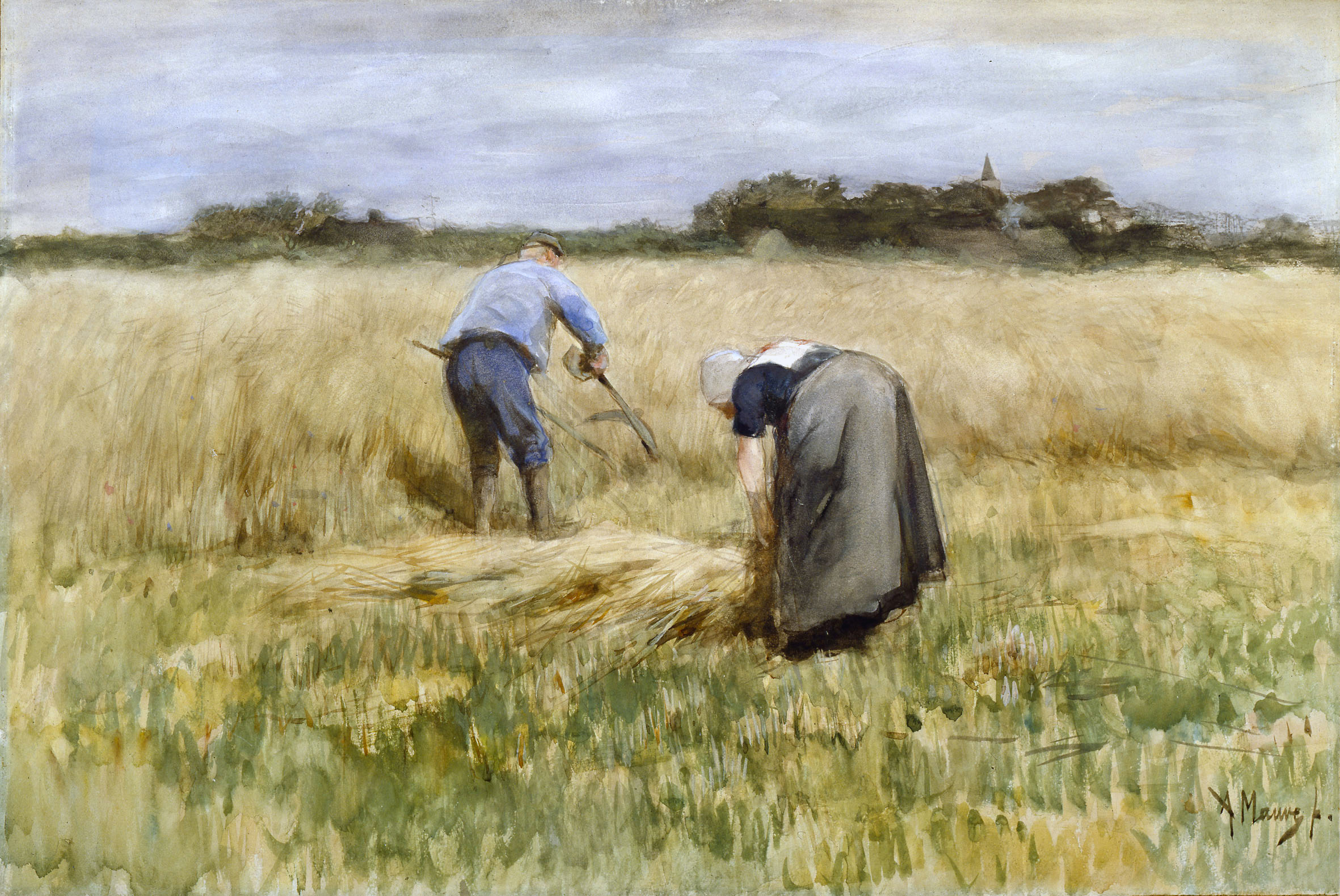
Anton Mauve: Gemeentemuseum, La Haya.
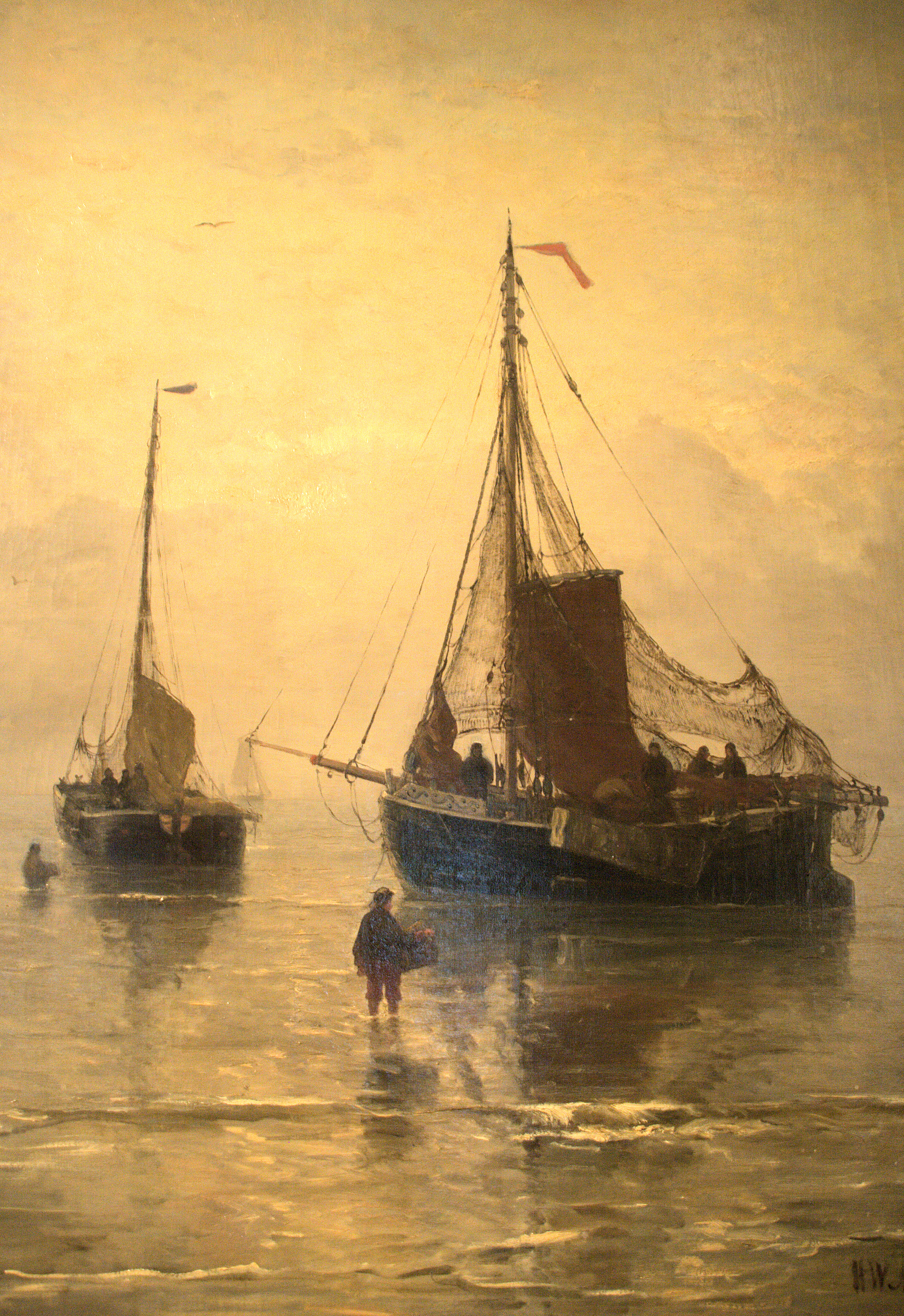
Hendrik Willem Mesdag (1875): Visserijmuseum.
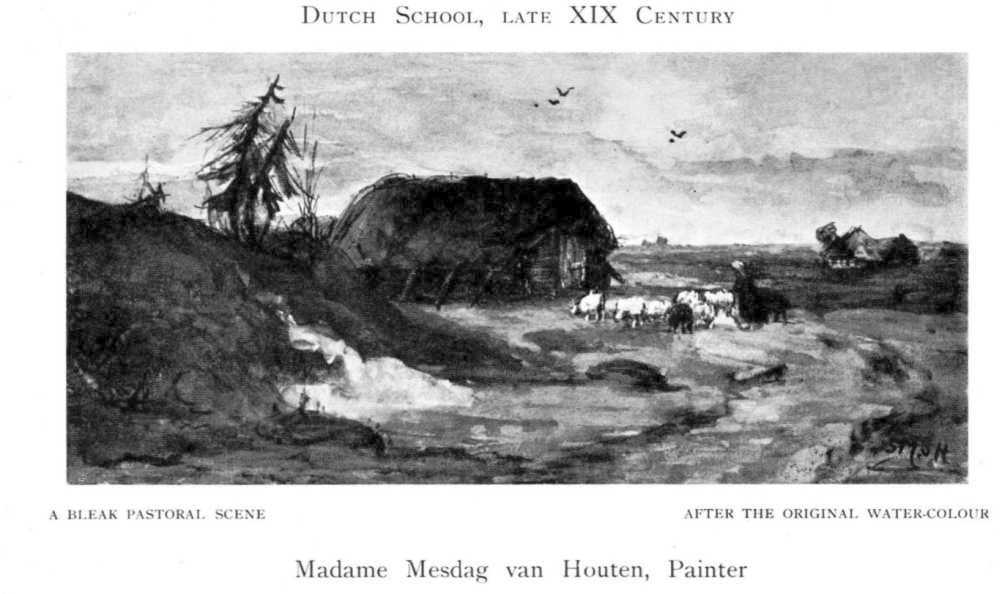
Sina Mesdag van Houten (1905).
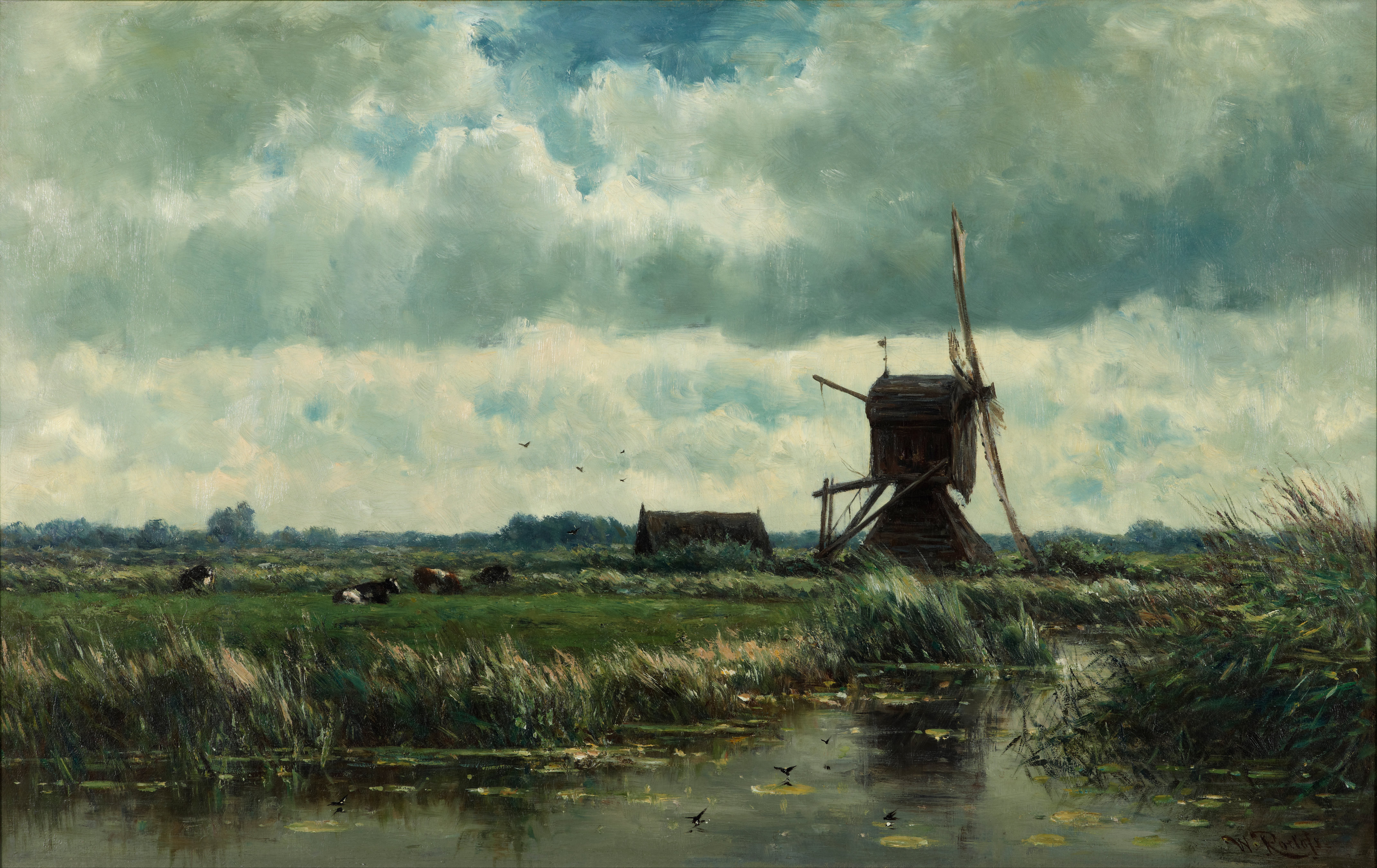
Willem Roelofs (1870): Geementemuseum, La Haya.
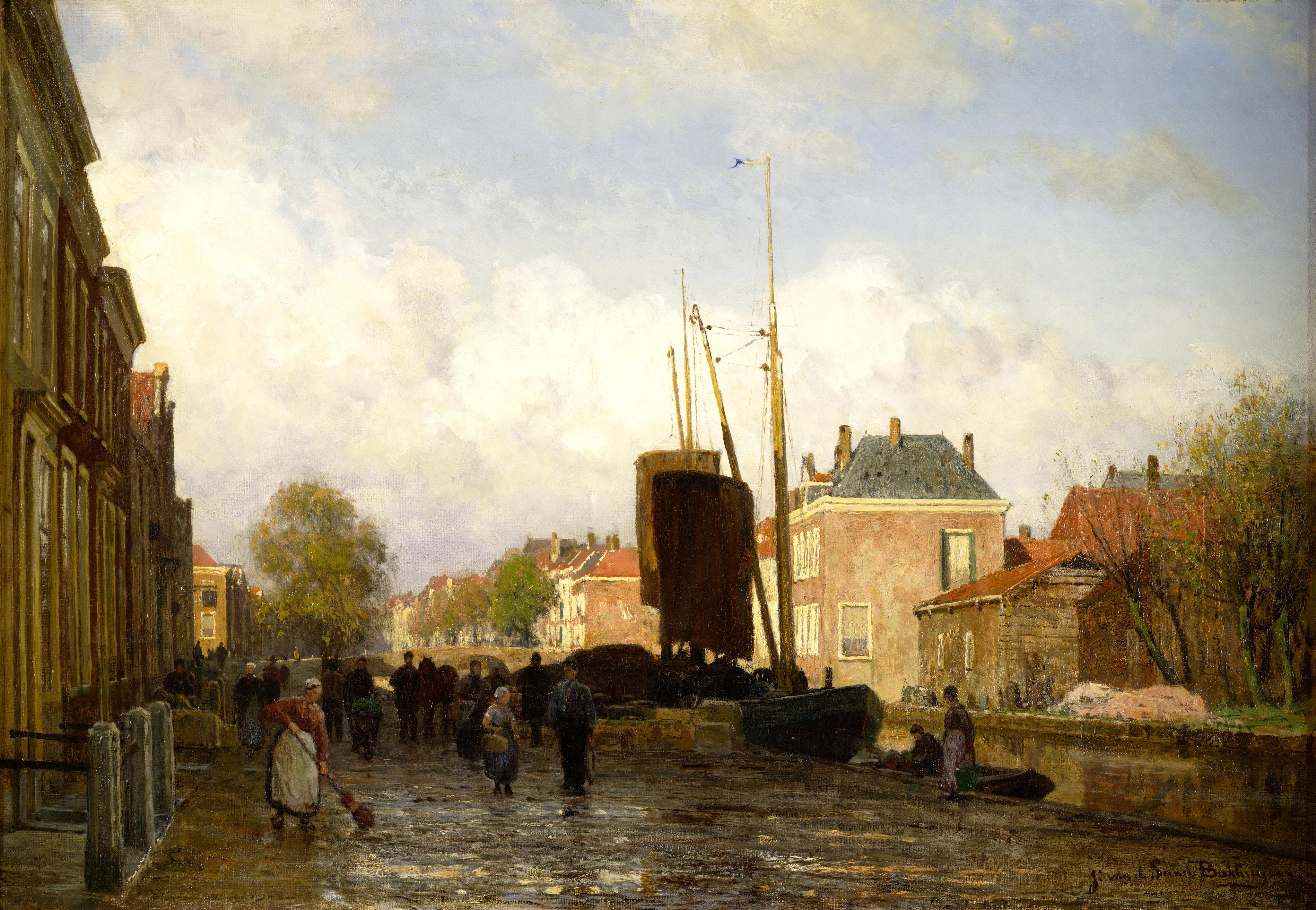
Julius van de Sande Bakhuyzen (1870): Teylers Museo.
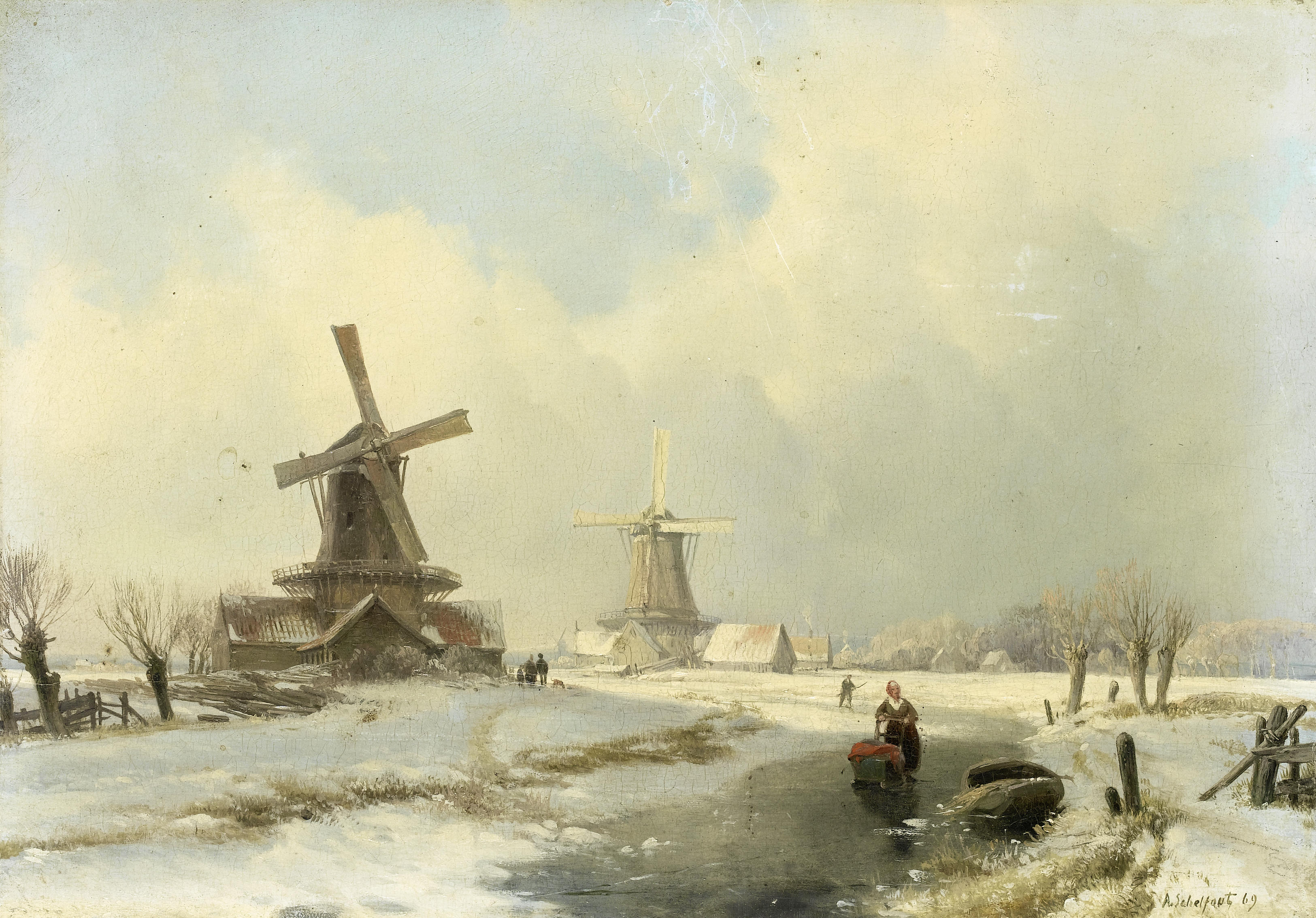
Andreas Schelfhout (1869): Colección privada.
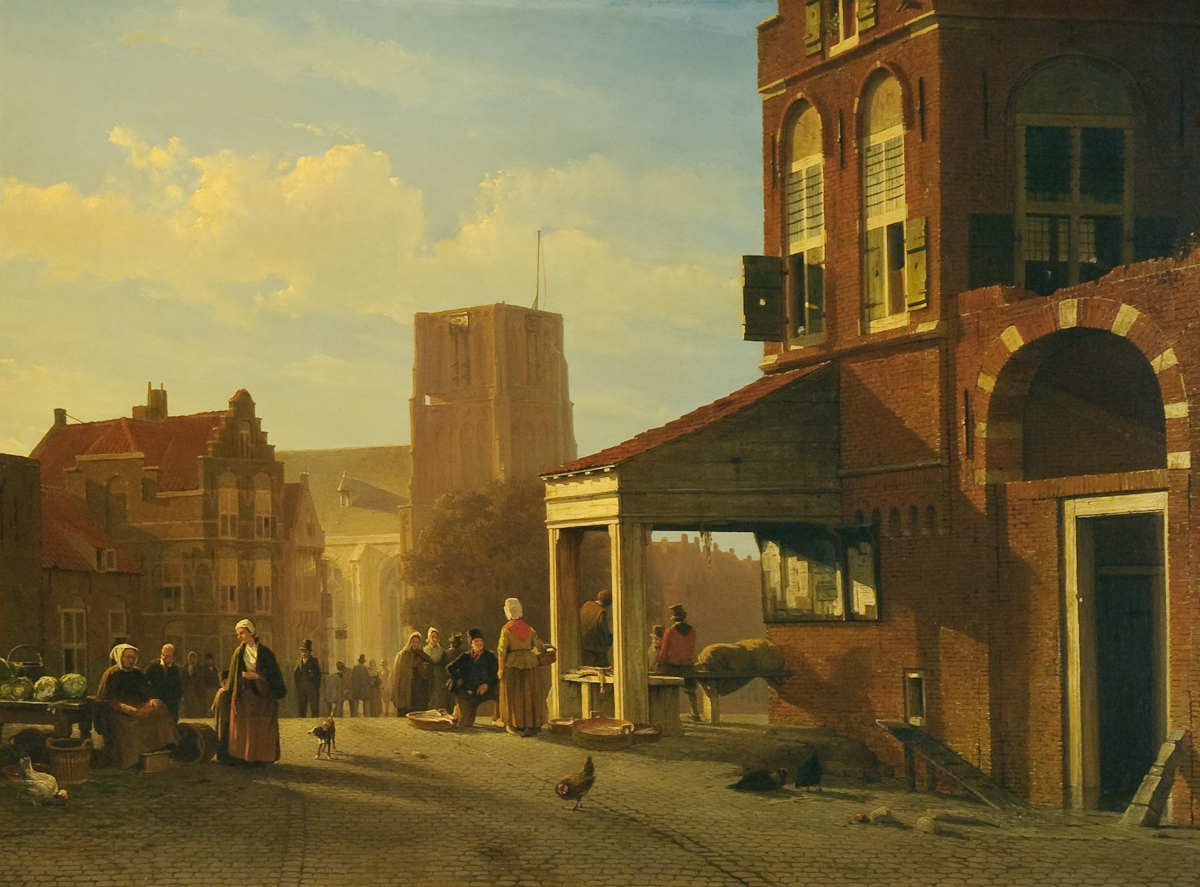
Jan Weissenbruch (1850): Colección privada.
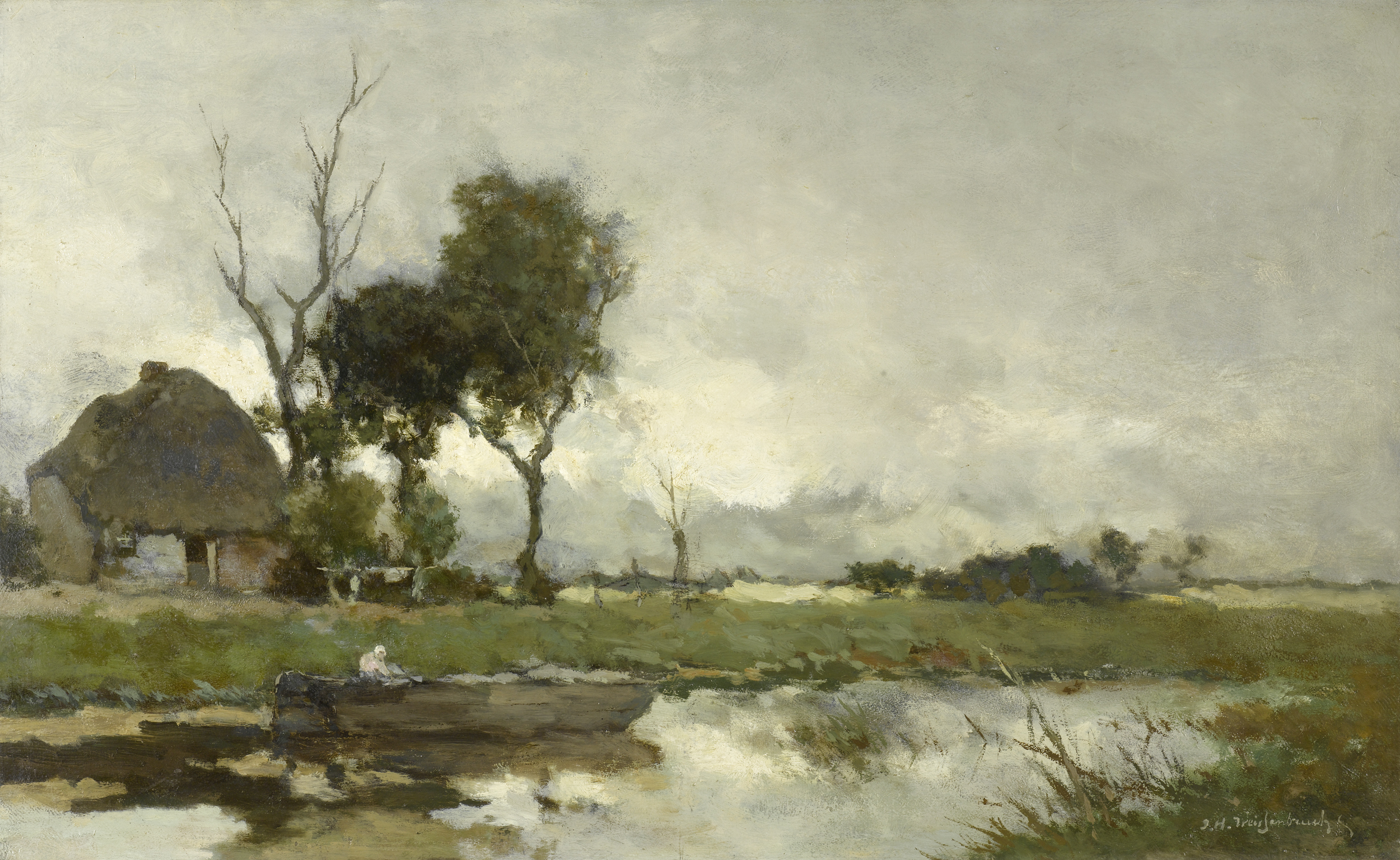
Jan Hendrik Weissenbruch (after 1870): Rijksmuseum, Ámsterdam.
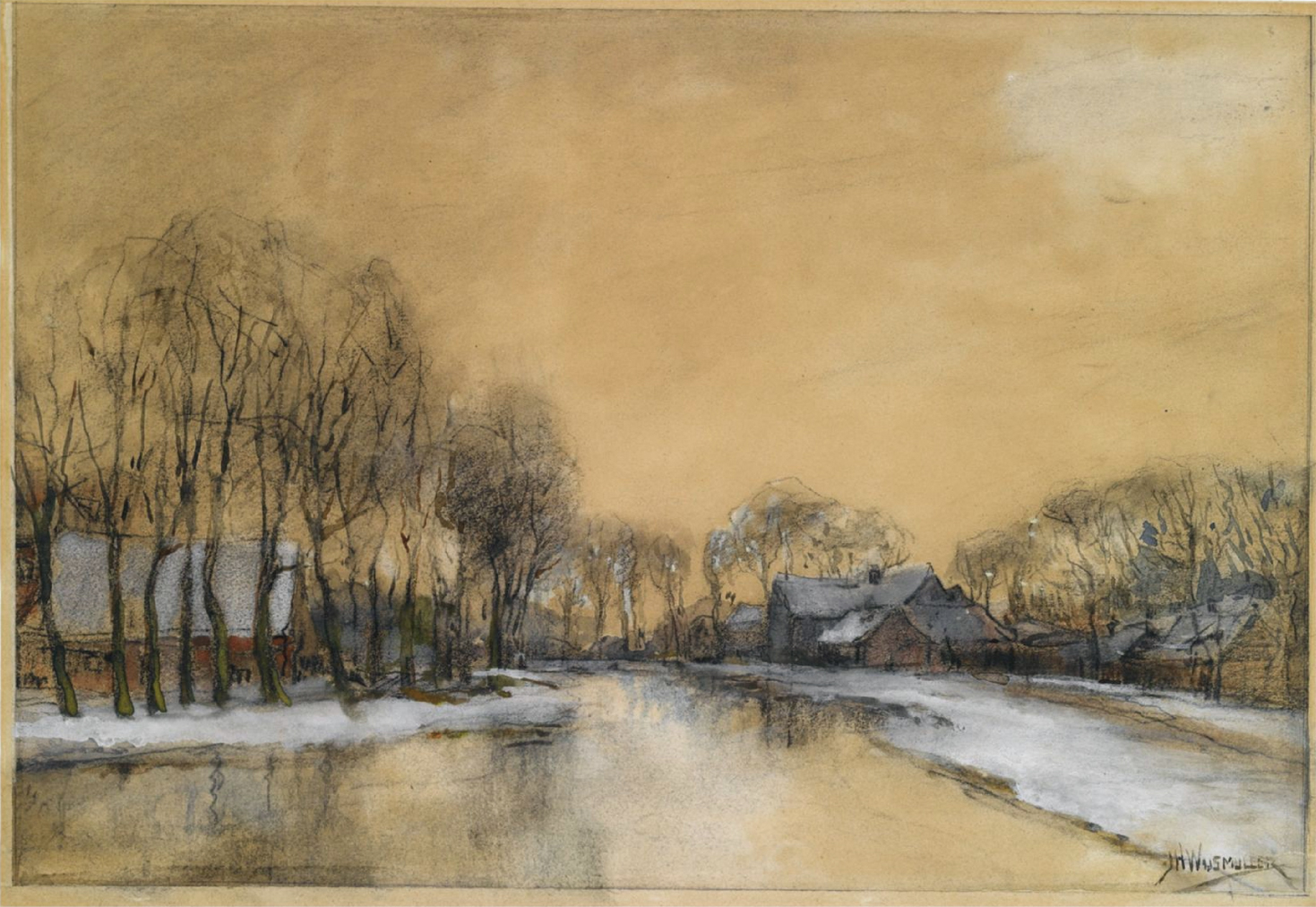
Jan Hillebrand Wijsmuller: Colección privada.